# San José (Guaymallén)
Pour les articles homonymes, voir San José.
San José est une localité argentine située dans le département de Guaymallén, province de Mendoza.

## Histoire
À l'époque précolombienne, elle était habitée par les Huarpes, dans les territoires du cacique Goymaré et Allayme. Les Incas sont restés avec eux pendant sept ans lors de l'invasion, leur enseignant les coutumes et les activités acceptées et influentes. Il faisait partie de la ville initiale érigée en 1561 sur environ 300 mètres carrés, du nord au sud de Correa Saa à Uruguay, et d'ouest en est de l'avenue Gobernador Videla à Barcala et Pellegrini. En 1763, l'hôpital San Antonio, le premier hôpital de charité, a été construit dans la zone de San José et Pedro Molina ; il a fonctionné jusqu'en 1861 et était fréquenté par des religieux.
Avec la fondation du département de Guaymallén en 1858, elle devint le chef du département, raison de la construction de la place Lencinas et de l'église ; le titre de chef fut révoqué en 1896, en raison de l'apparition et de la croissance de Villa Nueva.
Parallèlement, au cours du XXe siècle, San José s'est également développée sur le plan commercial et résidentiel. Dans les années 1970, la Estación Terminal de Omnibus del Sol (ETOM, Terminal del Sol) a été construite, ce qui a constitué une étape importante dans l'histoire du quartier et de la communauté. En 1987, avec Nueva Ciudad, il a reçu le pape Jean-Paul II, dans le Predio de la Virgen (situé en face du Condor, c'est un grand espace vert dans les deux quartiers).

## Sismologie
La sismicité de la région de Cuyo (centre-ouest de l'Argentine) est fréquente et de très forte intensité, avec un silence sismique de séismes moyens à graves tous les 20 ans.
- Séisme de 1861 : bien que de telles activités géologiques catastrophiques se soient produites depuis la préhistoire, le tremblement de terre du 20 mars 1861, qui a fait 12 000 morts, a marqué une étape importante dans l'histoire des événements sismiques en Argentine, car il s'agit du plus fort tremblement de terre enregistré et documenté dans le pays. Depuis lors, les gouvernements successifs de Mendoza et des municipalités ont fait preuve d'une extrême prudence et ont restreint les codes de construction[2]. Avec le séisme de San Juan du 15 janvier 1944, les gouvernements ont pris conscience de l'énorme gravité chronique des séismes dans la région.
- Séisme de 1920 : d'une intensité de 6,8 sur l'échelle de Richter, il a détruit une partie de ses bâtiments et ouvert de nombreuses fissures dans la région. On dénombre 250 décès dus à la destruction de maisons en adobe[3].
- Séisme de 1929 dans le sud de Mendoza : très grave, et parce qu'aucune mesure préventive n'avait été élaborée, alors que neuf années seulement s'étaient écoulées depuis le précédent, il a tué 30 habitants en raison de l'effondrement de maisons en adobe.
- Séisme de 1985 : un autre épisode grave[4], d'une durée de 9 secondes, qui a entraîné l'effondrement de l'ancien Hospital del Carmen à Godoy Cruz.

## Religion
| Archidiocèse | Mendoza                                              |
| ------------ | ---------------------------------------------------- |
| Paroisses    | Cristo Rey, Nuestra Señora de la Consolata, San José |